# Epizeuxis aemula
Epizeuxis aemula är en fjärilsart som beskrevs av Jacob Hübner 1813. Epizeuxis aemula ingår i släktet Epizeuxis och familjen nattflyn. Inga underarter finns listade i Catalogue of Life.